# 정진호 (축구 선수)
정진호(1996년 2월 8일 ~ )는 대한민국의 전직 축구 선수이다.

## 선수 경력
2015시즌을 앞두고 J2리그의 카마타마레 사누키에 입단했다. 2015년 5월 17일 도치기 SC와의 J2리그 경기에서 프로 데뷔전을 치렀다. 2015시즌이 끝나고 사누키팀에서 퇴단했다.